# Bornriethmoor

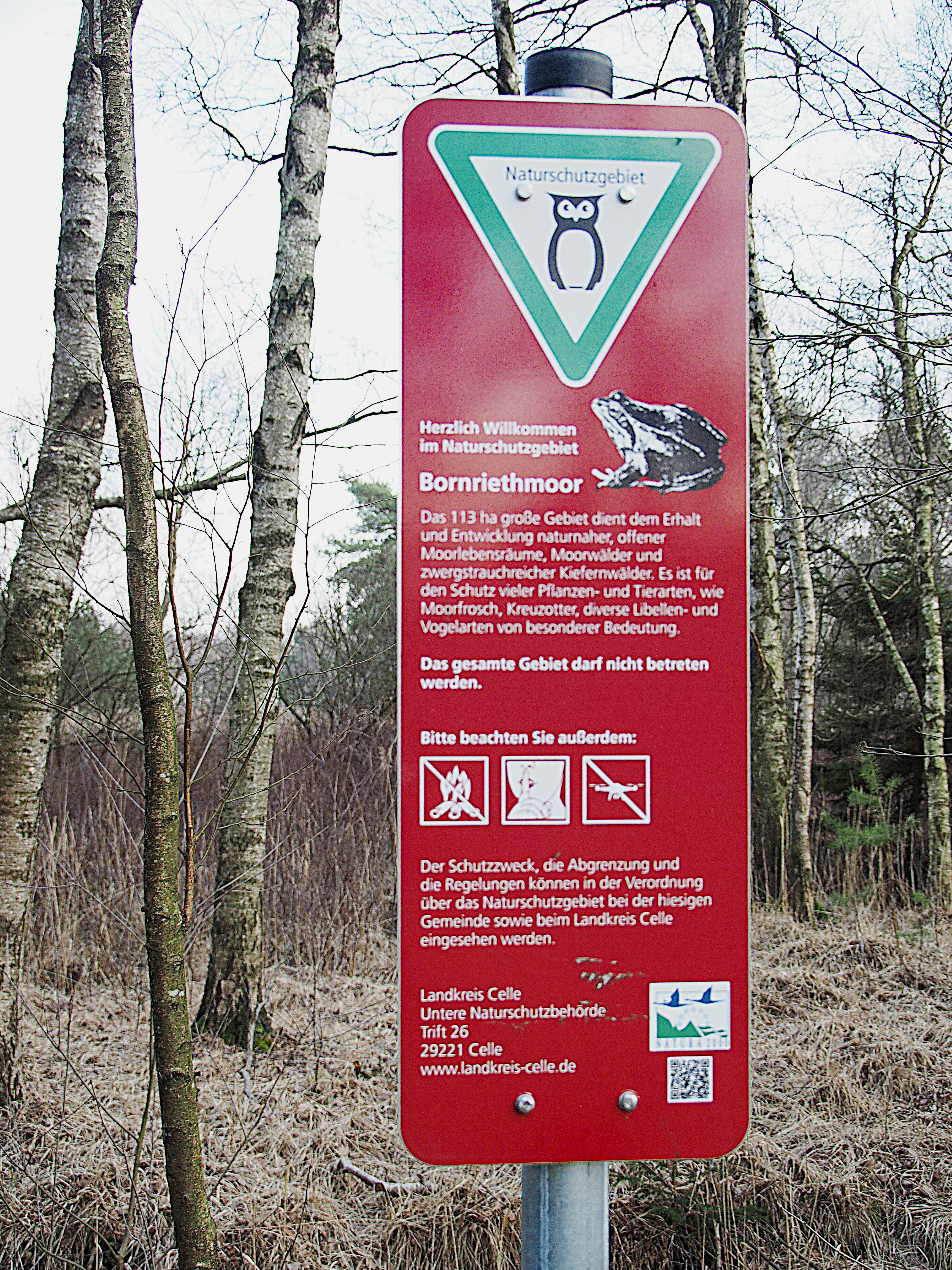
Hinweisschild im NSG Bornriethmoor

Das Bornriethmoor ist ein Hochmoor-Rest im Landkreis Celle und gehört zum Naturpark Südheide. Es hat eine Größe von 117 ha. Das weitgehend abgetorfte Moor wurde wiedervernässt und 1988 unter Naturschutz gestellt. Das Moor wurde auch als FFH-Gebiet (Fauna-Flora-Habitat) ausgewiesen. Die zuständige Naturschutzbehörde ist der Landkreis Celle. Es besteht ein absolutes Betretungsverbot. Mehrere Kraniche haben sich wieder eingefunden und ziehen hier ihre Jungen auf. Der ansonsten seltene Gagelstrauch (Myrica gale) ist hier weit verbreitet. Das Moor ist großflächig mit Schilf durchsetzt. Auch die Gelbe Moorlilie (Narthecium ossifragum), Wollgräser (Eriophorum), das Weiße Schnabelried (Rhynchospora alba) und Sonnentau (Drosera) sind hier zu finden.

## Zur Geschichte

### Salz sieden
In den Jahren von 1673 bis 1678 wurden am Rand des Moores, in der Nähe von Lindhorst an der Örtze, Siedestellen der Saline Sülze angelegt, da die Moore in der Umgebung von Sülze erschöpft waren. Es wurden zwei Salzkaten mit je zwei Siedepfannen und ein Leckwerk von ca. 200 m Länge, ca. 14 m Höhe und ca. 7 m in der Breite errichtet. Über einen extra ausgehobenen Schiffgraben wurde der Torf herangebracht. Der Verlauf dieses Kanals ist heute noch zu sehen. Die Sole kam über Holzröhren aus Sülze. Bereits 1719 wurden erste Überlegungen angestellt, die Siedestellen in den „Scheuer Bruch“ mit dem neu entstehenden Dorf Altensalzkoth zu verlegen, da das Bornriethmoor sich erschöpfte. 10 bis 15 Millionen Stück Torf wurden jährlich benötigt. In Moornähe wurde eine Bohrmühle für die Herstellung von Soleleitungsrohren aus Baumstämmen gebaut. Die Röhren waren aus Tannenstämmen, hatten eine Länge von 5,80 m bis 6,70 m und eine Bohröffnung von 5 Zoll (= 12,14 cm). Die aufgebohrten Baumstämme wurden zu einer Leitung zusammengesteckt. 1723 war die neue Röhrenleitung nach dem „Scheuer Bruch“ fertig, ab 1725 wurde die Sole in Altensalzkoth gesiedet.

Bilder zur Geschichte der Salzsiedung
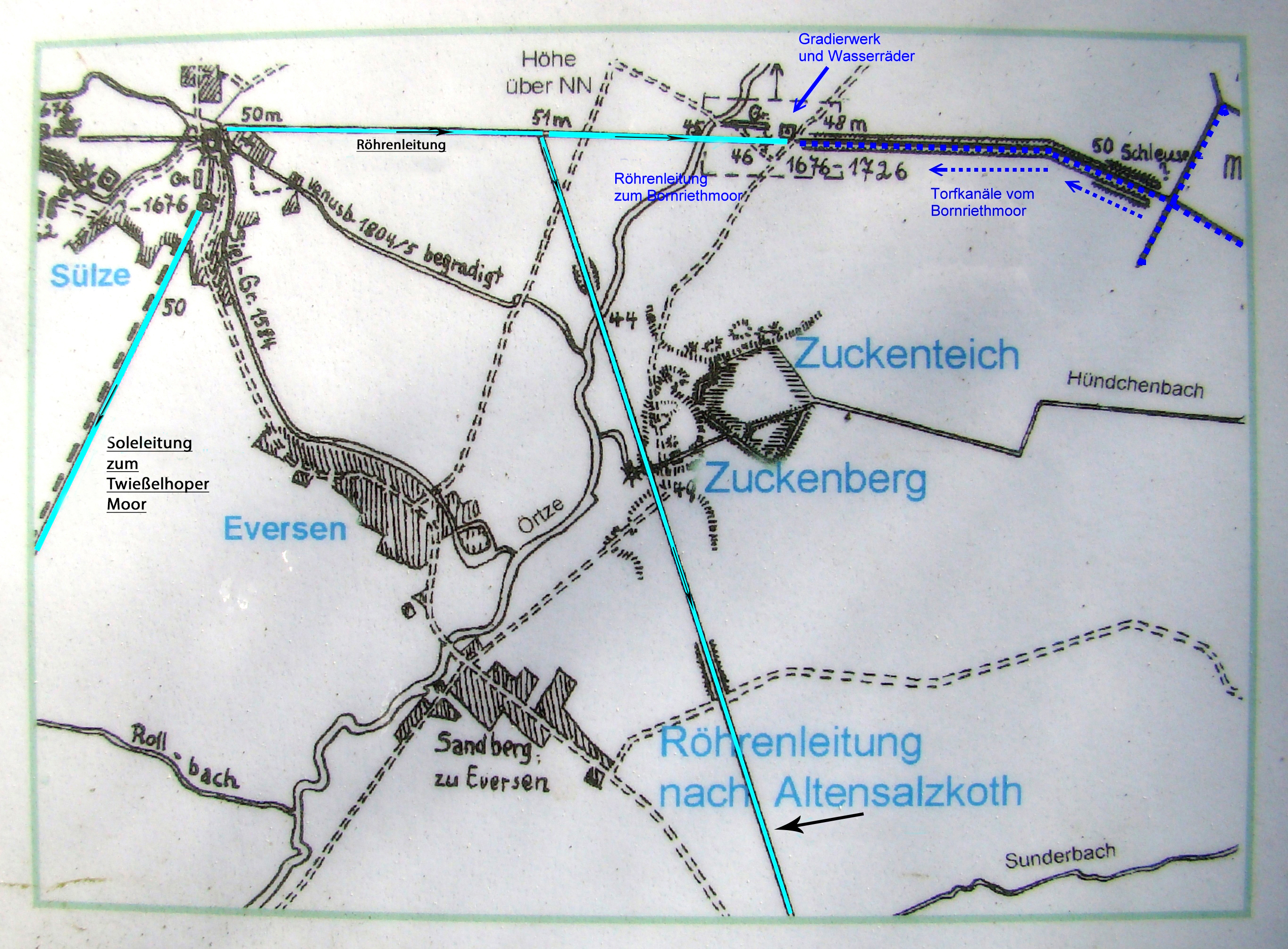
Skizze der Soleleitung von Sülze zum Bornriethmoor, der Torfkanäle aus dem Moor und der späteren Röhrenleitung nach Altensalzkoth
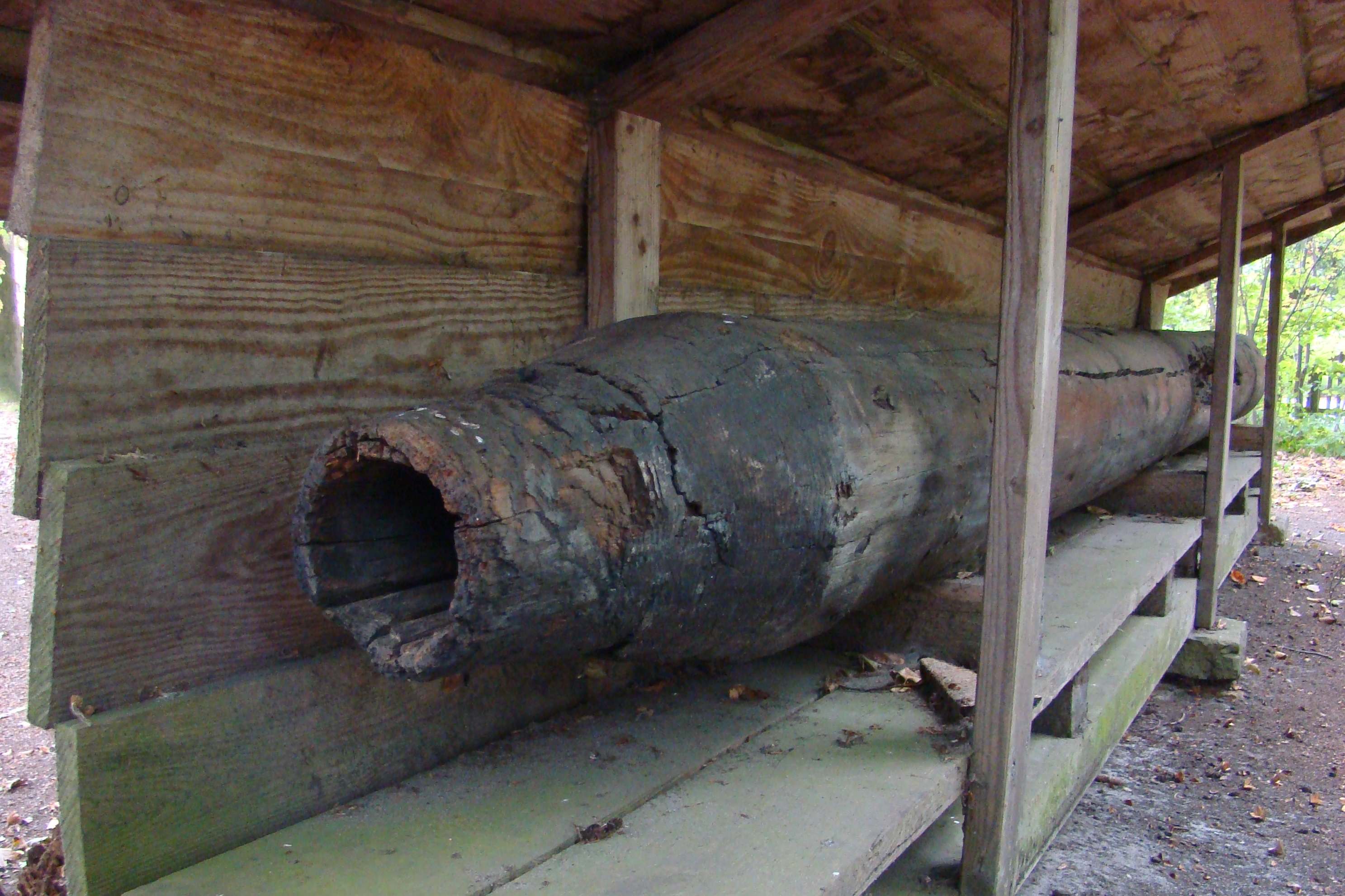
Holzröhre der Soleleitung der Saline Sülze
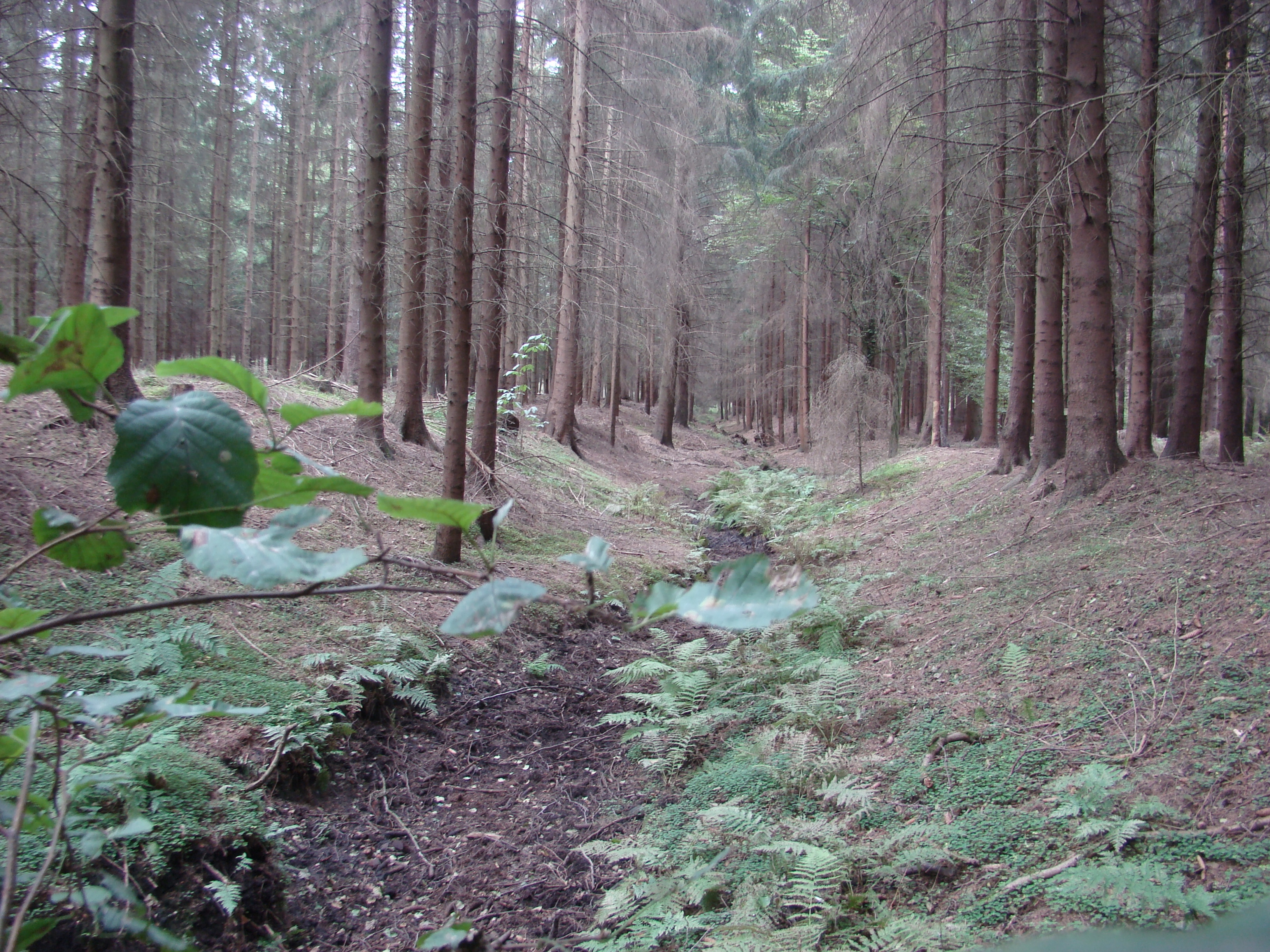
Schiffgraben aus dem Bornriethmoor

### Verkoppelung
Im Zuge der im 18. und 19. Jahrhundert stattfindenden Verkoppelung oder Separation wurde am 21. Juli 1883 die Generalteilung des Moores vorgenommen. Es bekamen
- Hof Severloh 136.338 Theile (= m²),
- Hof Beutzen 310.476 Theile,
- Realgemeinde Oldendorf 2.350.436 Theile,
- Forststelle Queloh 43.536 Theile,
- Anbauer Behrens, Dehningshof 43.536 Theile.

Hiergegen klagten die bisher zum Torfstich berechtigten und jetzt davon ausgeschlossenen Bauern aus Oldendorf beim Königlichen Landgericht Lüneburg. Am 26. November 1901 fand ein Ortstermin statt. Die Klage hatte Erfolg, die Kläger durften weiter Torf im Bornriethmoor stechen.

### Scheinflugplatz
Im Zweiten Weltkrieg wurde im Moor ein Scheinflugplatz angelegt. Der in der Nähe liegende Fliegerhorst in Faßberg sollte hier vorgetäuscht und dadurch von ihm abgelenkt werden.

Bilder vom Bornriethmoor
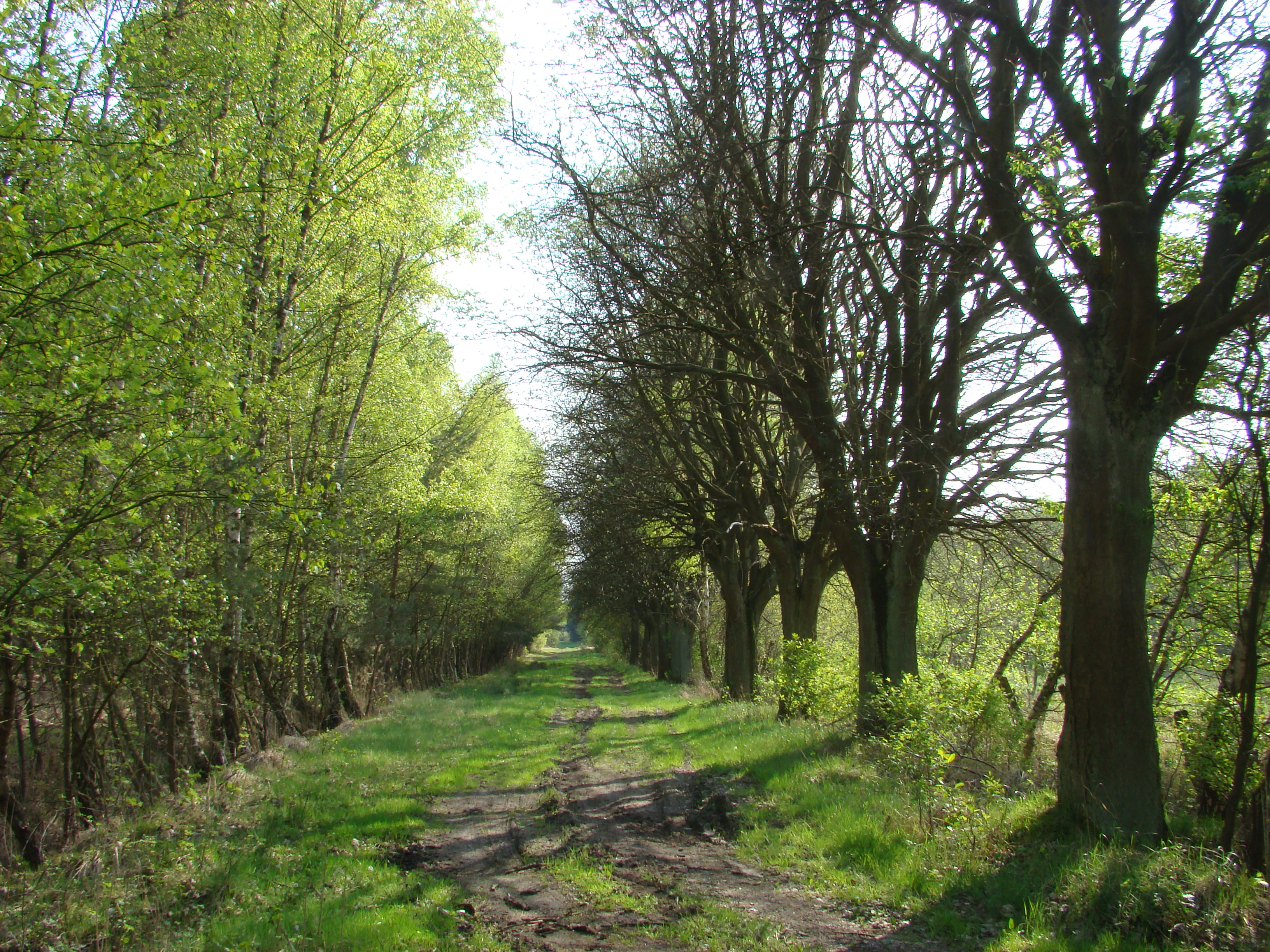
Ursprünglicher Weg mit Mehlbeerbäumen in das Moor
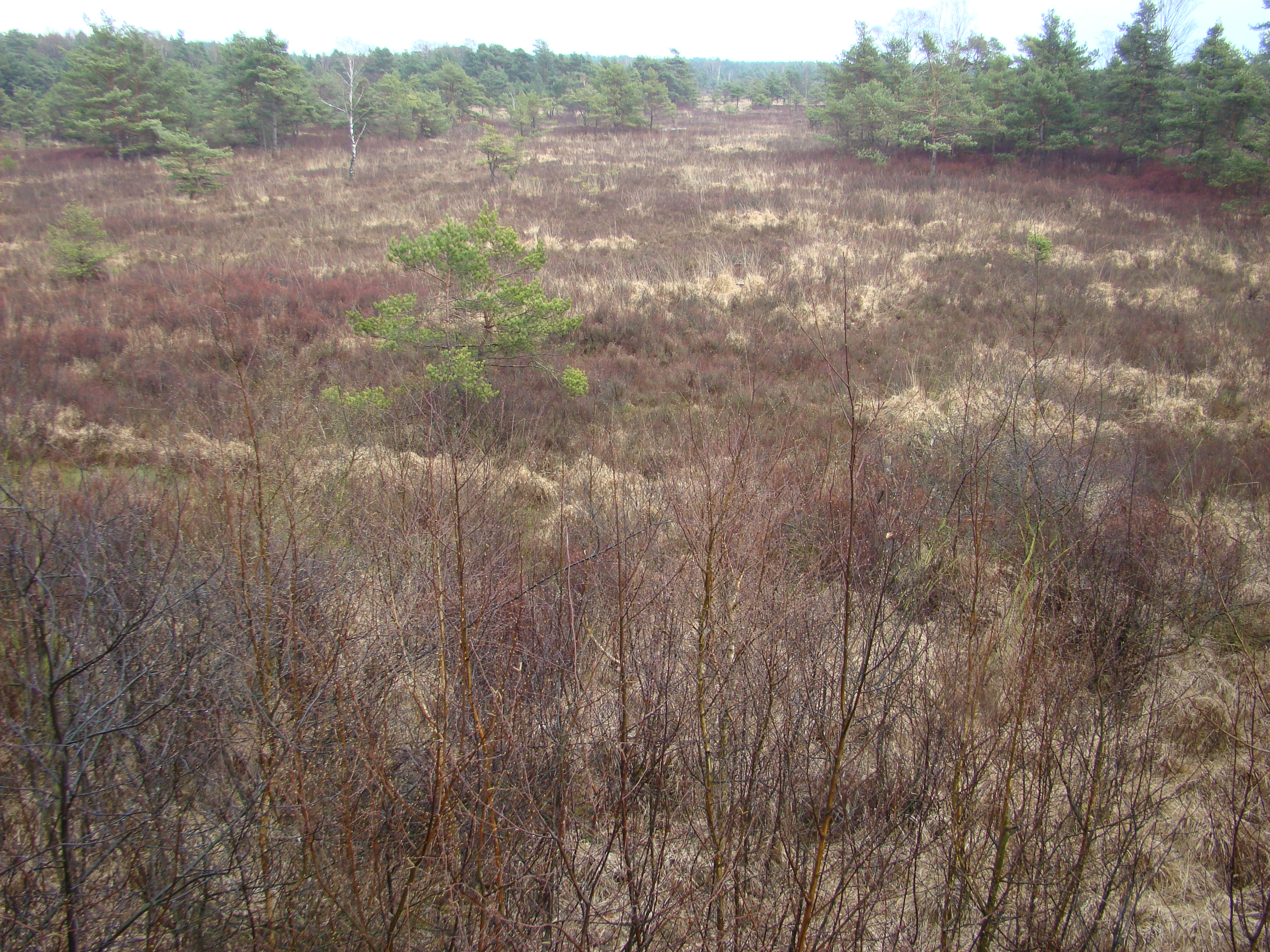
Moorfläche mit Gagelsträuchern (Myrica gale) im Frühjahr
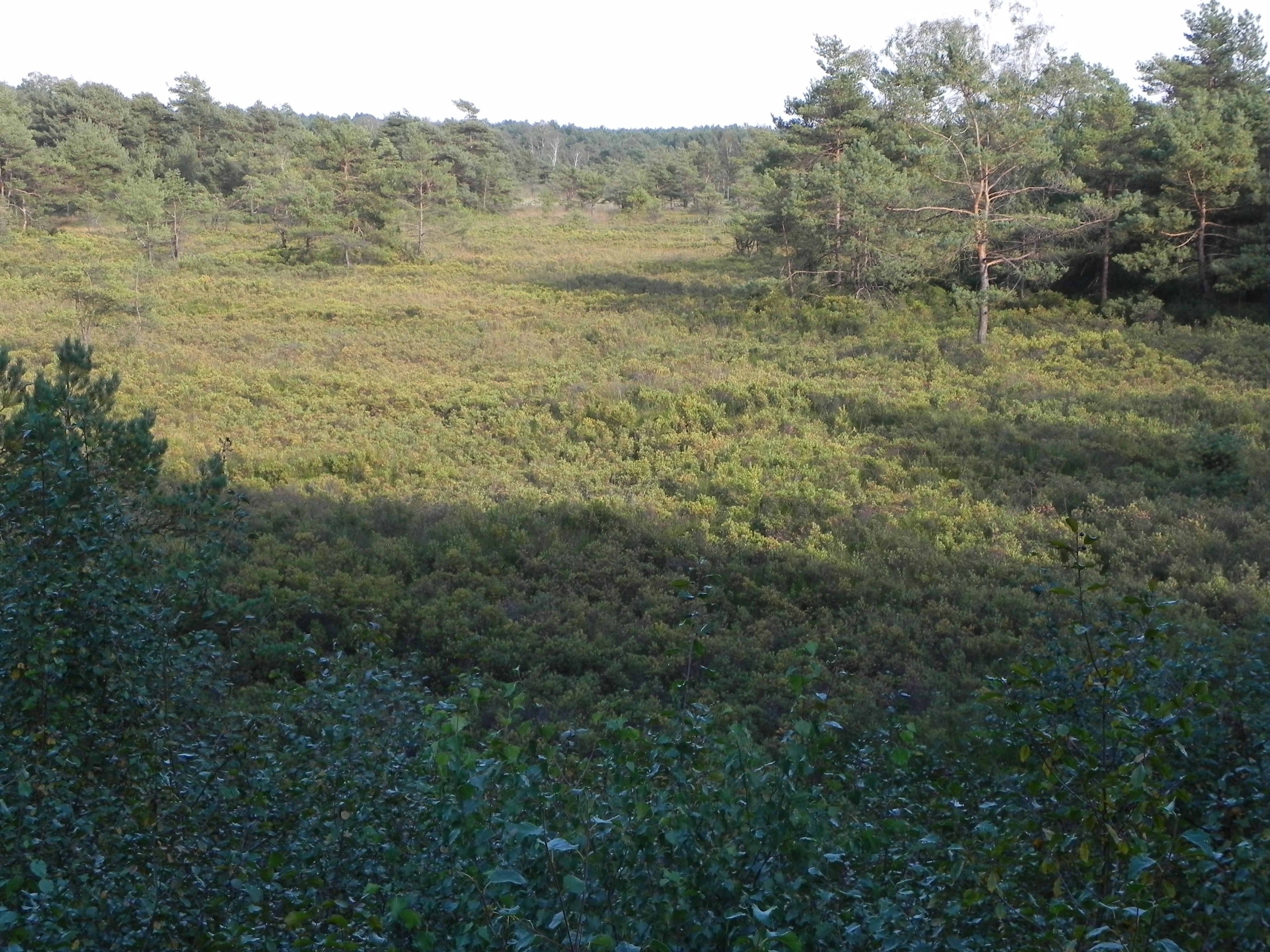
Die gleiche Moorfläche mit Gagelsträuchern im Herbst
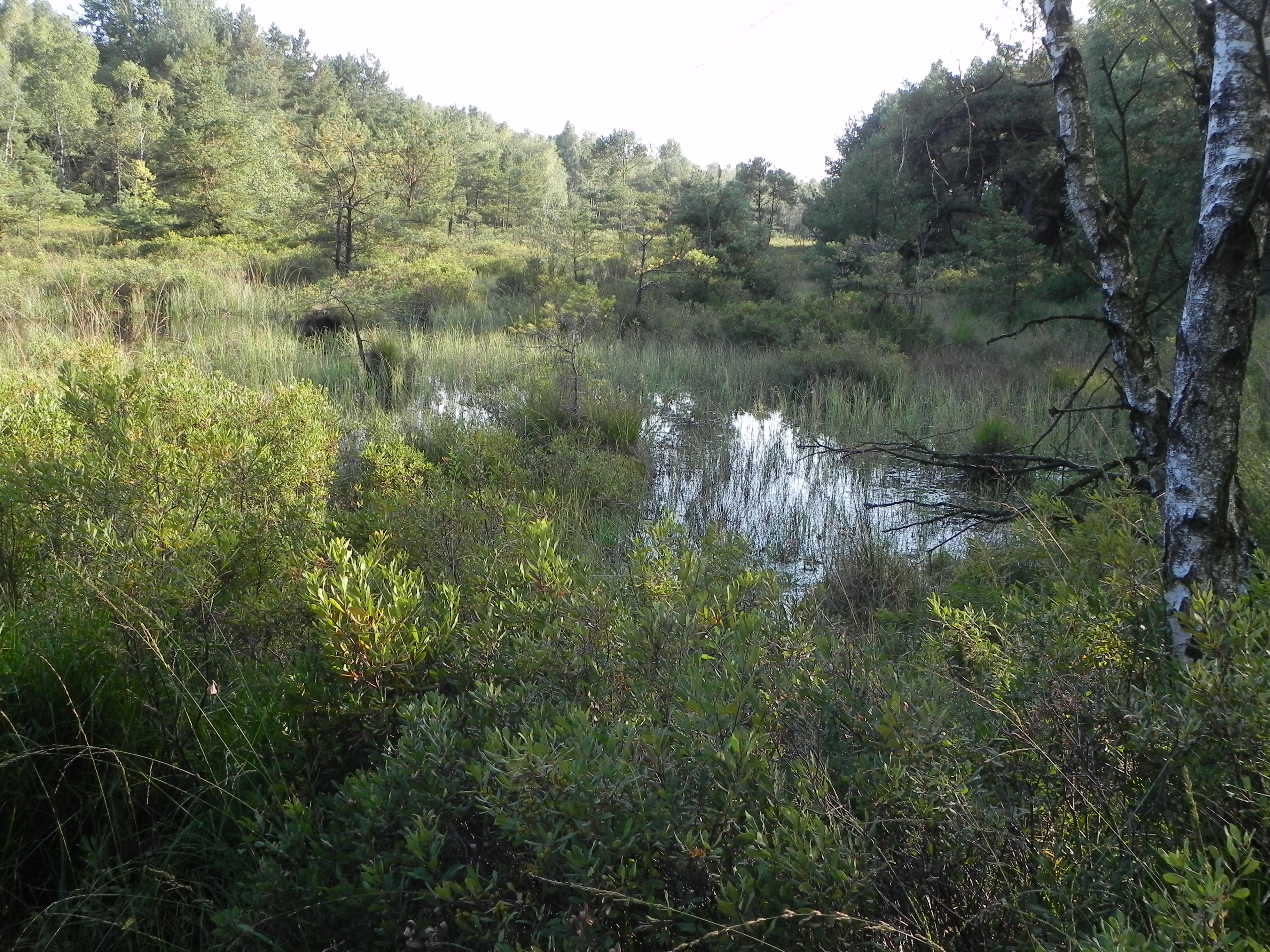
Wiedervernässte Fläche mit Gagelstrauch
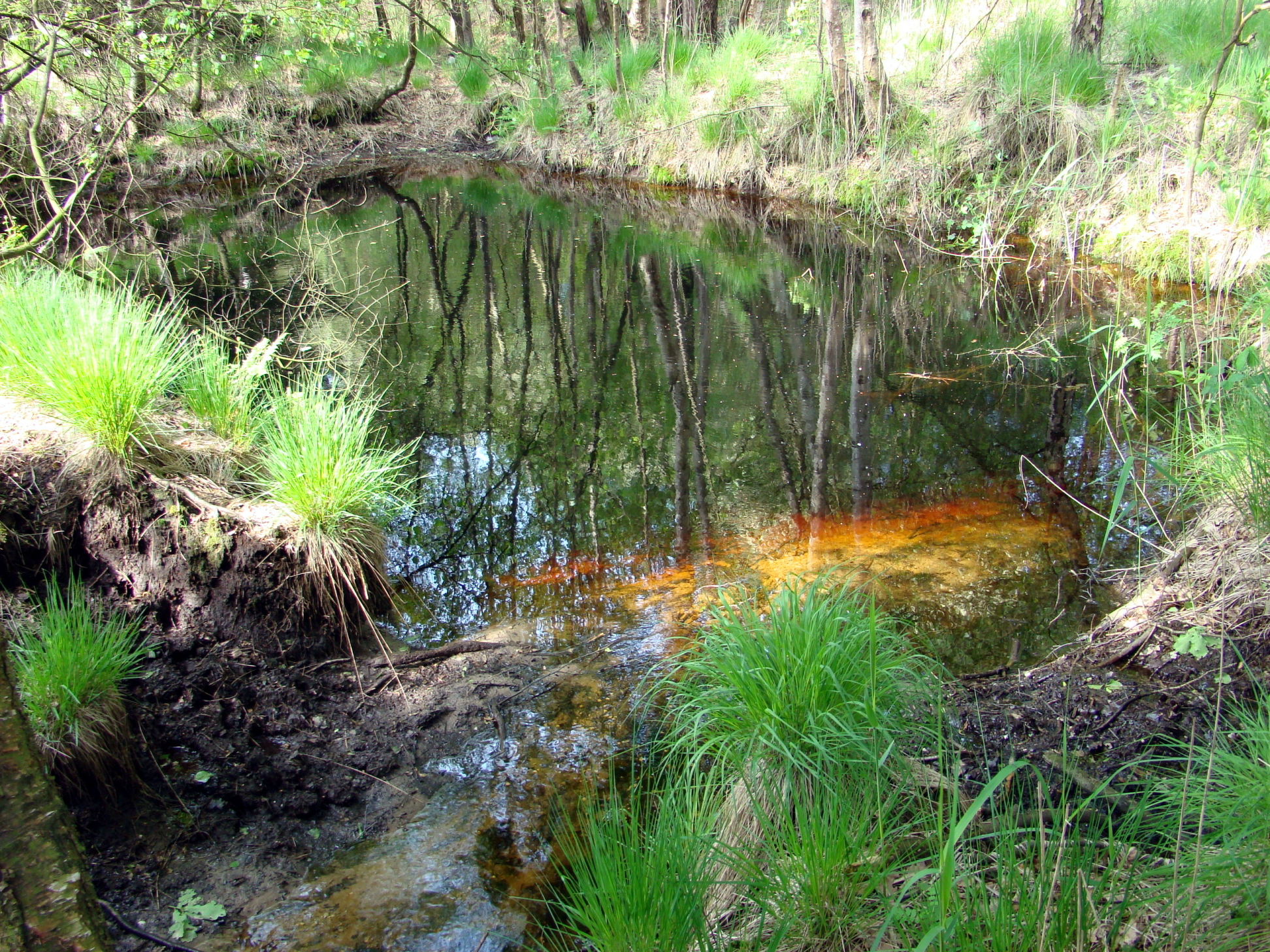
Aufgelassener Torfstich im Bornriethmoor
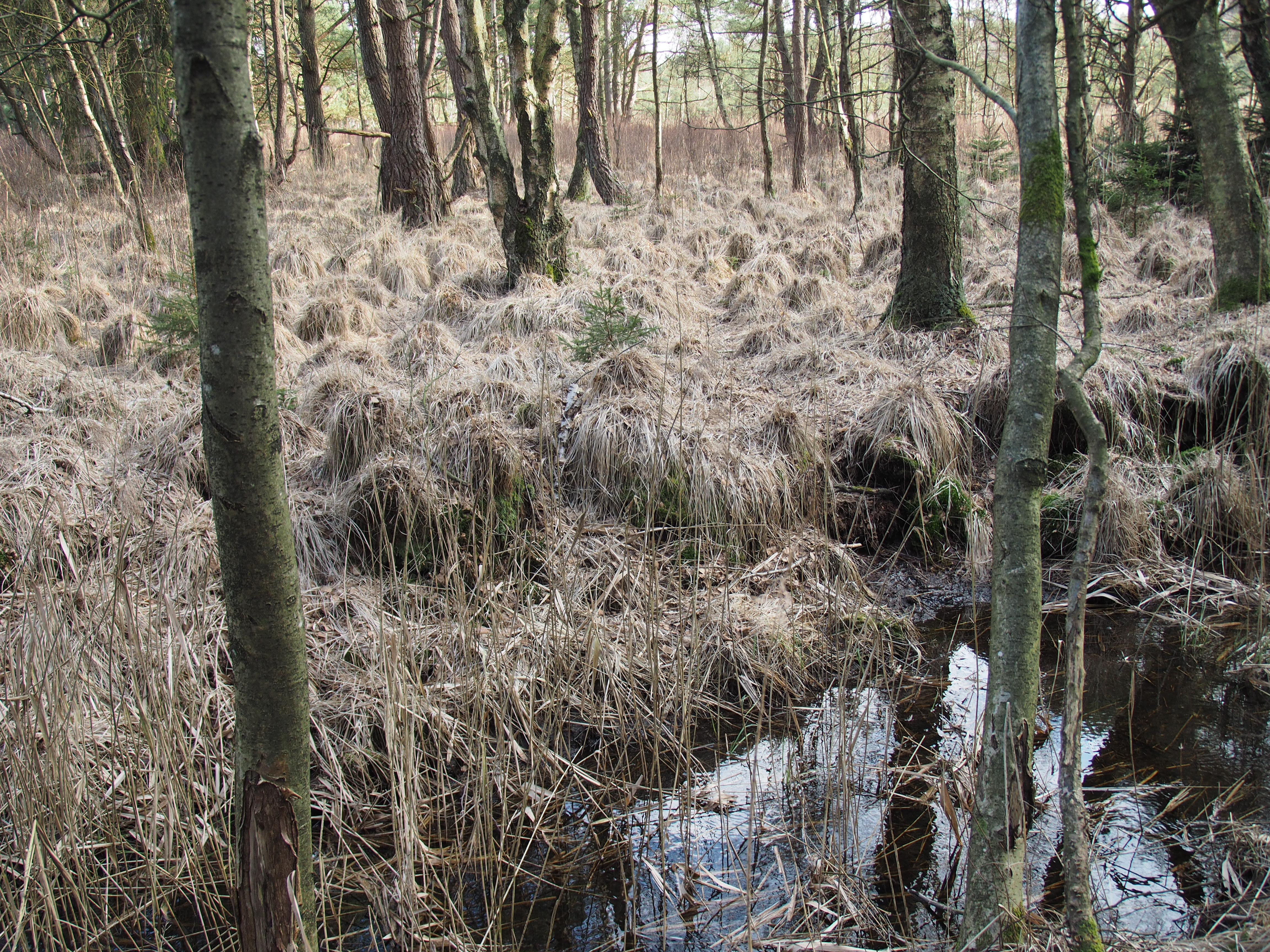
Moorgebiet
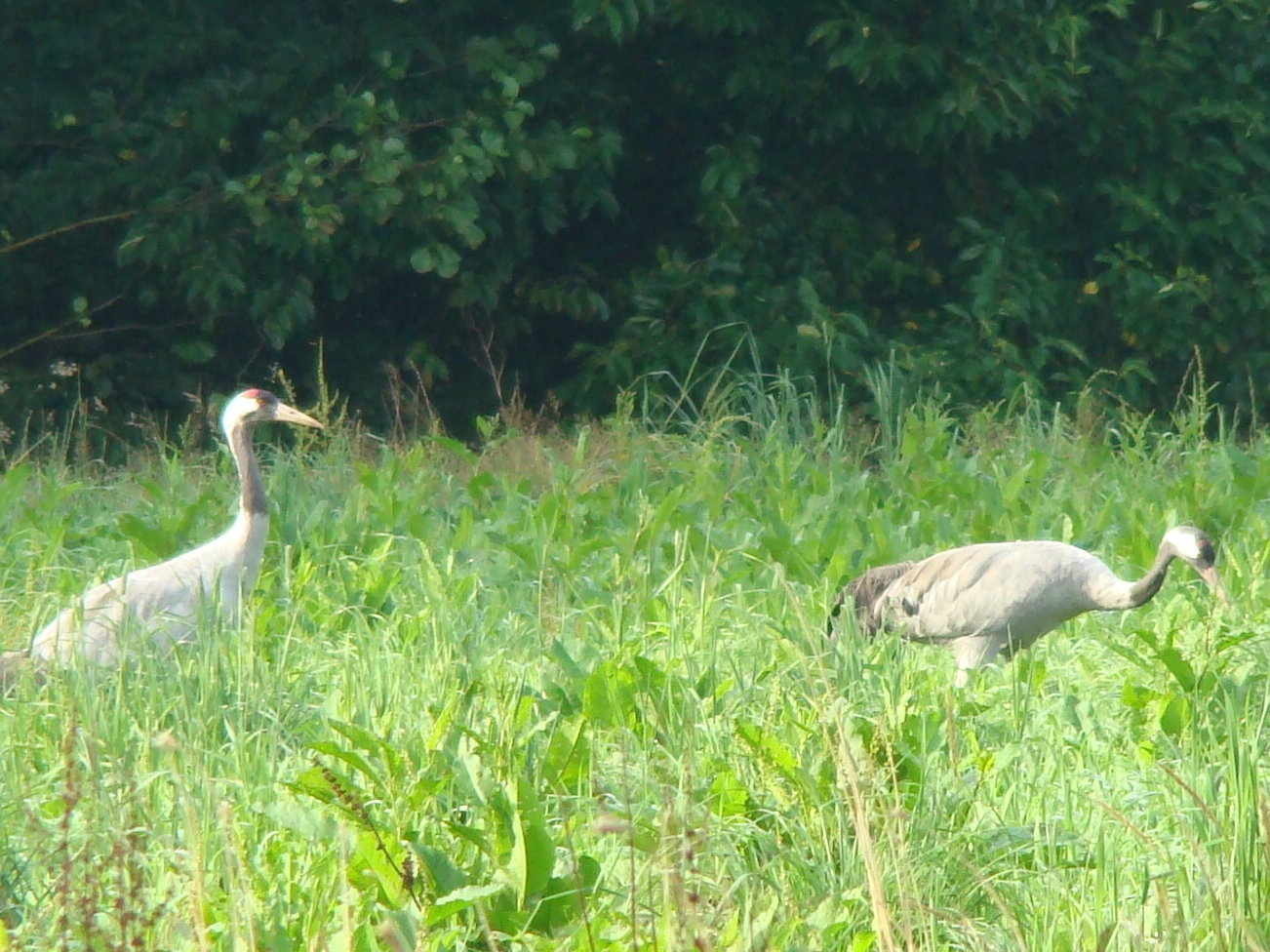
Kraniche am Rande des Moores